# Prisma (kulturtidskrift)
Prisma var en kulturtidskrift om litteratur, konst, musik, teater och dans som utgavs 1948–1950. Huvudredaktör var Erik Lindegren, och i redaktionskretsen ingick Egon Möller-Nielsen, Stig Dagerman, Eric Grate, Hjalmar Gullberg, Ingemar Hedenius, Paul Hedqvist, Endre Nemes, Ragnar Sandberg och Alf Sjöberg. Som programförklaring angavs att fastställa "de olika konstarternas läge i nuet", men det var inte en uteslutande modernistisk tidskrift, utan den innehöll även artiklar om till exempel medeltida kyrkoskulptörer och svensk 1700-talslitteratur. 
Premiärnumret innehöll en enkät över ämnet "Har surrealismen spelat ut sin roll?", nummer två Birgit Åkessons "Min syn på den fria dansen".
Bland medarbetarna märktes bland andra Karl-Birger Blomdahl, Birgit Åkesson och Ilmar Laaban. Utöver essäer ingick även skönlitterära bidrag av både äldre och yngre författare som Bertil Malmberg, Gunnar Ekelöf, Erik Lindegren, Gösta Oswald med flera. Med sin höga kvalitet både vad gäller innehåll och visuell utformning och sin breda, initierade entusiasm inför kulturens alla yttringar anses den vara 1900-talets kanske mest ambitiösa svenska tidskriftsprojekt.